# Debreczenyi János
Debreczenyi János (Veszprém, 1950. december 9. – 2022. október 17.) magyar építész, politikus.

## Életpályája
1969-ben érettségizett a győri Hild József Építőipari Technikumban. 1969-től a Tanácsi Építőipari Vállalatnál művezető volt. 1969–1975 között építőipari technikusként dolgozott. 1972-től a Beruházási Vállalatnál volt műszaki ellenőr Veszprémben. 1975-től az alsóörsi Községi Tanácsnál műszaki ügyintézőként tevékenykedett. 1977-től a veszprémi Járási Hivatal beruházási csoportvezetője volt. 1982-ben felsőfokú építés- és beruházás-szervező képesítést szerzett Budapesten. 1982-től a Megyei Tanács beruházási osztályvezetője volt. 1986-ban végzett az Államigazgatási Főiskola hallgatójaként. 1994–2010 között egyéni választókerületi képviselő volt. 1995-től a veszprémi Practical Kft-nél vállalkozásszervező volt. 1995–2006 között ismét az építőiparban dolgozott. 1998-tól a veszprémi Debreczenyi és TSA építésszervező Kft. igazgatója volt. 2006–2010 között Veszprém polgármestere (Fidesz-KDNP) volt. 2013-ban kilépett a Fidesz-KDNP-ből.

## Családja
Szülei Debreczenyi János és Keller Teréz voltak. Felesége, Tamás Zsuzsanna volt. Két fiuk született: Zsolt (1972) és Gábor (1978).

## Műemléképület-rekonstrukciói
- a Megyei Tanács épülete (1982–1995)
- a veszprémi Pósa ház (1985–1986)
- Balatonalmádiban a Jezsuita kolostor (1985–1986)
- a volt főispáni lakóház (1988–1989)
- Nagy László költő szülőháza Iszkázon (1994–1995)

## Díjai
- Podmaniczky-díj (1995)
- Honvédelemért Érdemérem (2000)
- Radnóti Miklós antirasszista díj (2009)[3][4]